# パーフェクト・パートナー
『パーフェクト・パートナー』は、2007年3月23日にWOWOWで放送されたテレビドラマ。
主演は、グラビアアイドルの大久保麻梨子、山崎真実、川村ゆきえの3名が務める3部構成。
- EPISODE I『僕の彼女はロボット』（主演：大久保麻梨子）放送日時：2007年3月23日 23:00 - 23:25
- EPISODE II『組長の恋』（主演：山崎真実）放送日時：2007年3月23日 23:25 - 23:50
- EPISODE III『もしも生まれ変わったら』（主演：川村ゆきえ）放送日時：2007年3月23日 23:50 - 24:15

## ストーリー
「パーフェクト・パートナー」というお店は、理想の女性を紹介してくれる紹介所である。
しかし、女性の正体は、全員が期限付きのロボット。
あなたは、理想の美女が手に入ったら、それが期限付きのロボットだったら何を望みますか？
理想の美女と3人の男性が繰り広げるオムニバスドラマ。

## 登場人物

### EPISODE I『僕の彼女はロボット』
- 大久保麻梨子
- 中村靖日
- 日高真弓
- 高木りな
- 美崎悠
- 中倉健太郎
- 団時朗
- 所里沙子

### EPISODE II『組長の恋』
- 山崎真実
- 志賀勝
- 中倉健太郎
- 美崎悠
- 山下奈々
- 高田宏太郎
- 団時朗
- 木村木

### EPISODE III『もしも生まれ変わったら』
- 川村ゆきえ
- 高田宏太郎
- 山下奈々
- 団時朗
- 江藤博利
- 牛尾好宏
- 小沢和之
- 赤坂美穂

## スタッフ
- 監督：香月秀之
- 助監督：出射均
- 監督助手：岡戸雄司、芳野峻大
- 脚本：千葉美鈴、香月秀之
- プロデューサー：青木泰憲、櫻井一葉、河野優
- スチール：村尾マサミ、守谷美峰
- 制作担当：小沢禎二、菅沼公明、寺田淳、梅澤由香里
- 編成：徳永由紀
- 音楽：MOKU、会沢哲弥、河野弘貴、樋口謙
- 音響効果：メディアハウス
- 撮影技術：小林元、木川豊、古野健也、生野美智信、高橋朋晃、中村雅光、中塚政明、山本弘樹、棚木和人、人見健太郎、古俣裕之
- 技術協力：ビデオフォーカス
- 美術：池田大威、大島政幸、石山美子、野村明子、日置友美、伊宝田タカ子
- 美術協力：スタジオデコレーション
- 衣裳協力：XOXO、kisskiss
- 制作会社：WOWOW
- 制作協力：フレッシュハーツ

## Blu-ray / DVD
2007年7月6日発売。発売・販売元は竹書房。
1. 「大久保麻梨子 in パーフェクト・パートナー~僕の彼女はロボット~」
2. 「山崎真実 in パーフェクト・パートナー~組長の恋~ 」
3. 「川村ゆきえ in パーフェクト・パートナー~もしも生まれ変わったら~」